# Sibe (språk)
Sibe, eller Xibo (Sibe: [ɕivə]; kinesiska: 锡伯, pinyin: Xībó) är ett altaiskt språk i den tungusiska språkgruppen, som talas av omkring 40 000 medlemmar av Sibe-folket i staden Qapqal (Chabucha'er 察布查尔) utanför Yining i Xinjiang.
Sibe är närbesläktat med den nu nästan utdöda manchuiska språket och med undantag för en del extratecken som bara finns på sibe, så är språken nästan identiska i skriven form. En annan viktig skillnad mellan sibe och manchuiska är att det förstnämnda innehåller fler lånord från främst kinesiska, men även ryska. Både sibe och manchuiska skrivs med ett alfabet som baseras på det klassiska mongoliska alfabetet, vilket i sin tur lånats från det klassiska uiguriska alfabetet.